# Палмер, Коул
Ко́ул Джерме́йн Па́лмер (англ. Cole Jermaine Palmer; родился 6 мая 2002, Манчестер) — английский футболист, полузащитник клуба Премьер-лиги «Челси» и сборной Англии. Серебряный призëр чемпионата Европы 2024. Золотой призёр Клубного чемпионата мира 2025.

## Клубная карьера
Уроженец Манчестера (район Уитеншо), Коул тренировался в футбольной академии «Манчестер Сити» с восьмилетнего возраста. В основном составе «Сити» дебютировал 30 сентября 2020 года в матче Кубка Английской футбольной лиги против «Бернли». 27 октября 2020 года Палмер дебютировал в Лиге чемпионов, выйдя на замену Кевину де Брёйне в матче группового этапа против «Марселя». 21 августа 2021 года дебютировал в Премьер-лиге в матче против «Норвич Сити».
1 сентября 2023 года перешёл в «Челси» за 40 млн фунтов, подписав с «синими» 7-летний контракт.
5 апреля 2024 года сделал свой первый хет-трик в профессиональной карьере за «Челси» в матче Премьер-лиги против «Манчестер Юнайтед». 15 апреля 2024 года забил четыре мяча в матче Премьер-лиги против «Эвертона». Четвёртый гол Палмера в игре против «ирисок» стал для него 20-м в сезоне в Премьер-лиге.
В августе 2024 года подписал с «Челси» новый девятилетний контракт до июня 2033 года. 28 сентября 2024 года забил четыре гола в матче Премьер-лиги против клуба «Брайтон энд Хоув Альбион». Все четыре гола забил в первом тайме, став первым игроком в истории Премьер-лиги, которому удалось подобное достижение.

## Карьера в сборной
Выступал за сборные Англии до 15, до 16, до 17, до 18 лет и до 21 года.
В мае 2019 года в составе сборной Англии принял участие в чемпионате Европы среди юношей до 17 лет, сыграв во всех трёх матчах группового этапа. Англичане не смогли выйти из группы.
17 ноября 2023 года дебютировал за главную сборную Англии в матче против сборной Мальты, выйдя на замену Маркусу Рашфорду. 3 июня 2024 года забил свой первый гол за главную сборную, реализовав пенальти в матче против сборной Боснии и Герцеговины.
Был вызван в сборную Англии на Евро-2024, где в основном выходил на замену, и также выйдя на замену в финале забил ответный гол в ворота сборной Испании.

## Статистика выступлений

### Клубная статистика
Данные приведены по состоянию на 13 июля 2025 года
| Выступление      | Выступление      | Выступление      | Чемпионат | Чемпионат | Кубки | Кубки | Еврокубки | Еврокубки | Прочие | Прочие | Итого | Итого |
| Клуб             | Лига             | Сезон            | Игры      | Голы      | Игры  | Голы  | Игры      | Голы      | Игры   | Голы   | Игры  | Голы  |
| ---------------- | ---------------- | ---------------- | --------- | --------- | ----- | ----- | --------- | --------- | ------ | ------ | ----- | ----- |
| Манчестер Сити   | Премьер-лига     | 2020/21          | 0         | 0         | 1     | 0     | 1         | 0         | 0      | 0      | 2     | 0     |
| Манчестер Сити   | Премьер-лига     | 2021/22          | 4         | 0         | 3     | 2     | 3         | 1         | 1      | 0      | 11    | 3     |
| Манчестер Сити   | Премьер-лига     | 2022/23          | 14        | 0         | 7     | 1     | 4         | 0         | 0      | 0      | 25    | 1     |
| Манчестер Сити   | Премьер-лига     | 2023/24          | 1         | 0         | 0     | 0     | 0         | 0         | 2      | 2      | 3     | 2     |
| Манчестер Сити   | Итого            | Итого            | 19        | 0         | 11    | 3     | 8         | 1         | 3      | 2      | 41    | 6     |
| Челси            | Премьер-лига     | 2023/24          | 33        | 22        | 12    | 3     | 0         | 0         | 0      | 0      | 45    | 25    |
| Челси            | Премьер-лига     | 2024/25          | 37        | 15        | 1     | 0     | 8         | 0         | 7      | 3      | 53    | 18    |
| Челси            | Итого            | Итого            | 70        | 37        | 13    | 3     | 8         | 0         | 7      | 3      | 98    | 43    |
| Всего за карьеру | Всего за карьеру | Всего за карьеру | 89        | 37        | 24    | 6     | 16        | 1         | 10     | 5      | 139   | 49    |

### Матчи за сборную Англии
Данные приведены по состоянию на 20 ноября 2023 года
| Матчи и голы Коула Палмера за сборную Англии | Матчи и голы Коула Палмера за сборную Англии | Матчи и голы Коула Палмера за сборную Англии | Матчи и голы Коула Палмера за сборную Англии | Матчи и голы Коула Палмера за сборную Англии | Матчи и голы Коула Палмера за сборную Англии | Матчи и голы Коула Палмера за сборную Англии |
| №                                            | Дата                                         | Место проведения                             | Соперник                                     | Счёт                                         | Голы Палмера                                 | Турнир                                       |
| -------------------------------------------- | -------------------------------------------- | -------------------------------------------- | -------------------------------------------- | -------------------------------------------- | -------------------------------------------- | -------------------------------------------- |
| 1                                            | 17 ноября 2023                               | «Уэмбли», Лондон                             | Мальта                                       | 2:0                                          |                                              | Отборочные матчи Евро-2024                   |
| 2                                            | 20 ноября 2023                               | «Уэмбли», Лондон                             | Северная Македония                           | 1:1                                          |                                              | Отборочные матчи Евро-2024                   |

Итого: 2 матча / 0 голов; 1 победа, 1 ничья, 0 поражений.

## Достижения

### Командные достижения
«Манчестер Сити»
- Чемпион Англии: 2022/23[22]
- Обладатель Кубка Англии: 2022/23
- Победитель Лиги чемпионов УЕФА: 2022/23
- Обладатель Суперкубка УЕФА: 2023

«Челси»
- Победитель Лиги конференций УЕФА: 2024/25
- Победитель Клубного чемпионата мира: 2025

Сборная Англии (до 21 года)
- Победитель чемпионата Европы среди игроков до 21 года: 2023

Сборная Англии
- Серебряный призёр чемпионата Европы: 2024

### Личные достижения
- Игрок сезона в «Челси»: 2023/24[23]
- Обладатель «Золотого мяча» Клубного чемпионата мира: 2025[24]
- Молодой игрок сезона в Премьер-лиге: 2023/24[25]
- Молодой игрок года по версии ПФА: 2023/24[26]
- Игрок месяца английской Премьер-лиги (2): апрель 2024, сентябрь 2024[27]
- Гол месяца английской Премьер-лиги (2): апрель 2024, август 2024
- Игрок года по версии болельщиков ПФА: 2024
- Вошëл в символическую сборную сезона Лиги конференций УЕФА: 2024/25[28]